# Lugagnac
Lugagnac ist eine französische Gemeinde mit 134 Einwohnern (Stand 1. Januar 2022) im Département Lot in der Region Okzitanien. Sie gehört zum Kanton Marches du Sud-Quercy und zum Arrondissement Cahors.
Nachbargemeinden sind Crégols im Nordwesten, Cénevières im Norden, Limogne-en-Quercy im Osten, Varaire im Süden und Concots im Westen.

## Bevölkerungsentwicklung
| Jahr      | 1962 | 1968 | 1975 | 1982 | 1990 | 1999 | 2008 | 2018 |
| --------- | ---- | ---- | ---- | ---- | ---- | ---- | ---- | ---- |
| Einwohner | 140  | 126  | 111  | 122  | 102  | 104  | 118  | 128  |